# Ян Кароль Данилович
Ян Кароль Данилович, або Іван-Карл Данилович з Журова гербу Сас (пол. Jan Karol Daniłowicz; після 1631 — перед 1683) — шляхтич Республіки Обох Націй (Речі Посполитої) руського походження, військовик, урядник; ротмістр, крайчий коронний.

## Життєпис
Син Петра Даниловича та його другої дружини княжни Христини Вишневецької. Швагро брацлавського воєводи Яна Потоцького.
Брав участь у московській, данській кампаніях. З 1661 року парчівський староста. Воював на стороні короля під час громадянської війни 1665—66 років, ледве вижив під Монтвами 1666 року. Родич Ян Собеський просив для нього в короля військову посаду, потім був його однією з найбільш довірених осіб. У 1670 році — посередник між Я. Собеським та королем Міхалом Корибутом Вишневецьким. Учасник «Української кампанії 1671», походу на татарські чамбули 1672, конфедерації у Щебрешині 1672-го, битви під Хотином 1673 (командир регіменту піхоти з іноземців, 400 осіб). Підписав вибір Яна ІІІ королем 1674. 1676 став крайчим коронним, любельським старостою, 1678 — надвірним підскарбієм. У 1676 році був маршалком Люблінського трибуналу, мав репутацію справедливого судді, на якого шкідливо не діяв авторитет короля. Кілька разів його обирали послом сеймів Республіки Обох Націй (Речі Посполитої).
Був одружений із Феліціаною з Вількова. Діти:
- Петро-Франциск[4] — староста люблінський, парчівський, учасник битви під Віднем 1683 року, помер бездітним 1685 року.